# Elimination Chamber (2024)
L'édition 2024 d'Elimination Chamber (commercialisé sous le nom de Elimination Chamber: Perth) est un Premium Live Event de catch (lutte professionnelle) produit par la World Wrestling Entertainment (WWE), une fédération de catch américaine, qui est télédiffusée et visible en paiement à la séance sur le WWE Network. L'évènement a eu lieu le 24 février 2024 au Optus Stadium à Perth, en Australie. Il s'agit de la quatorzième édition d'Elimination Chamber, événement annuel qui, comme son nom l'indique, propose un Elimination Chamber match en tête d'affiche.

## Production

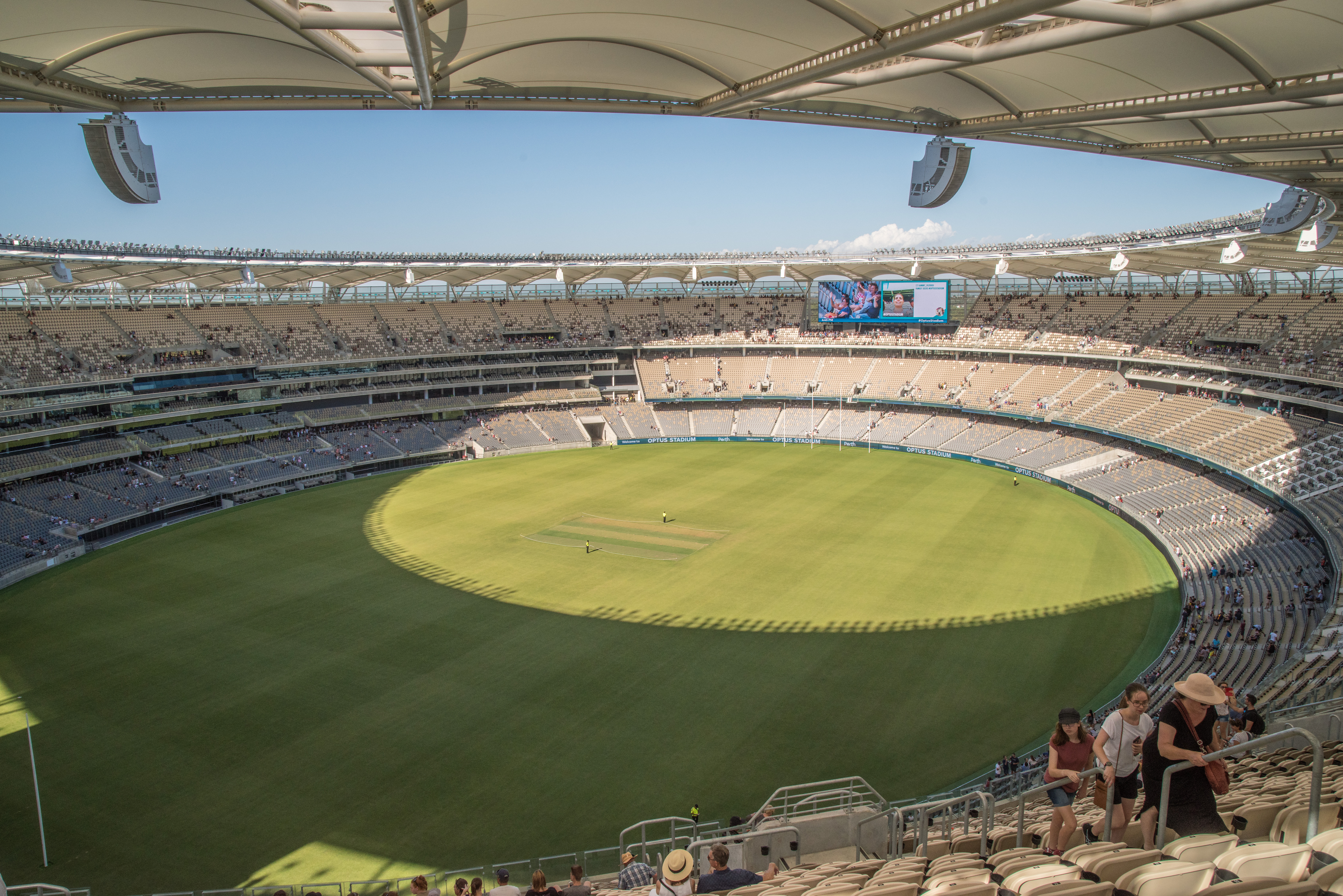
L'Optus Stadium de Perth où se tiendra l'édition de 2024 de l'Elimination Chamber.

Elimination Chamber est un événement de lutte professionnelle produit pour la première fois par la promotion américaine WWE en 2010. Il a lieu chaque année depuis, sauf en 2016, généralement en février. Le concept de l'événement est qu'un ou deux matchs de l'événement principal soient disputés à l'intérieur de l'Elimination Chamber match, avec pour enjeu soit une ceinture, soit une opportunité de devenir aspirant(e) n°1 à un championnat sur la plus grande scène du monde.
Le 21 septembre 2023 il est annoncé le 14e événement d'Elimination Chamber, intitulé sous le nom d'Elimination Chamber: Perth, devrait avoir lieu le samedi 24 février 2024 au Optus Stadium de Perth en Australie occidentale (Australie) , et mettra en vedette des catcheur(se)s des divisions Raw et SmackDown. Il s'agit du premier PLE en Australie depuis WWE Super Show-Down déroulé en octobre 2018. Il s'agit également du premier événement Elimination Chamber à avoir un sous-titre nommé d'après son hôte ainsi que la deuxième édition depuis 2022 où le PLE se déroule en dehors du territoire américain (déroulé en Arabie Saoudite). L'événement sera diffusé en pay-per-view dans le monde entier et sera disponible en direct sur Peacock aux États-Unis et sur le réseau WWE sur la plupart des marchés internationaux. Il sera également diffusé en direct sur Binge en Australie après la fusion de la version australienne du réseau WWE sous la chaîne Binge de Foxtel en janvier 2023. Les billets ont été mis en vente le 10 novembre 2023,.

## Contexte
Les spectacles de la World Wrestling Entertainment (WWE) sont constitués de matchs aux résultats prédéterminés par les scénaristes de la WWE. Ces rencontres sont justifiées par des storylines – une rivalité avec un catcheur, la plupart du temps – ou par des qualifications survenues dans les shows de la WWE telles que Raw et SmackDown. Tous les catcheurs possèdent une gimmick, c'est-à-dire qu'ils incarnent un personnage gentil (Face) ou méchant (Heel), qui évolue au fil des rencontres. Un événement comme Elimination Chamber est donc un événement tournant pour les différentes storylines en cours,.

### Rhea Ripley (c) contre Nia Jax
Le 4 novembre 2023 à Crown Jewel, Rhea Ripley a conservé son titre en battant Nia Jax, Raquel Rodriguez, Shayna Baszler et Zoey Stark dans un Fatal 5-Way match. 
Le 5 février à Raw, après s'être faite agresser par la Samoane la semaine passée alors qu'elle attendait la décision de Bayley concernant le choix de son adversaire pour WrestleMania XL, elle provoque une bagarre avec son agresseuse et la situation dégénère. Malgré l'altercation, Adam Pearce, le GM du show rouge, annonce un match pour la ceinture entre les deux femmes au PLE.

### The Judgment Day (c) contre New Catch Republic
Le 2 février à SmackDown, un mini-tournoi est organisé dans deux Fatal 4-Way Tag Team matchs, dont le second aura lieu 3 soirs plus tard à Raw. Les deux équipes gagnantes s'affronteront dans une finale la semaine suivante au show bleu et celle qui la remporte deviendra aspirante n°1 aux Undisputed WWE Tag Team Championship au PLE. Ce soir-là, New Catch Republic (Pete Dunne et Tyler Bate) a remporté le premier en battant Pretty Deadly (Elton Prince et Kit Wilson), Legado del Fantasma (Angel et Humberto) et LWO (Cruz Del Toro et Joaquim Wilde). Trois soirs plus tard au show rouge, #DIY (Johnny Gargano et Tommaso Ciampa) a remporté le second en battant The New Day (Kofi Kingston et Xavier Woods), Imperium (Giovanni Vinci et Ludwig Kaiser) et les Creed Brothers (Julius et Brutus Creed). Quatre soirs plus tard à SmackDown, le duo britannique remporte le mini-tournoi en battant le duo américain en finale.

### Women's Elimination Chamber match
Le 5 février à Raw, en raison du choix de Bayley d'affronter IYO SKY à WrestleMania XL, Adam Pearce, le GM du show rouge, annonce des matchs de qualification pour le Women's Elimination Chamber match au PLE, où la gagnante deviendra aspirante n°1 au WWE Women's World Championship sur la plus grande scène du monde. Ce soir-là, Becky Lynch s'est qualifiée en battant Shayna Baszler. Quatre soirs plus tard à SmackDown, Bianca Belair s'est aussi qualifiée en battant Michin. Trois soirs plus tard à Raw, Liv Morgan s'est également qualifiée en battant Zoey Stark. Quatre soirs plus tard à SmackDown, Tiffany Stratton et Naomi deviennent les avant-dernières qualifiées en battant respectivement Zelina Vega et Alba Fyre. Trois soirs plus tard à Raw, Raquel Rodriguez, de retour de maladie après 4 mois d'absence, devient la dernière qualifiée en éliminant Chelsea Green en dernière dans une Women's Last Chance Battle Royal.

### Men's Elimination Chamber match
Le 9 février à SmackDown, en raison du choix de Cody Rhodes d'affronter Roman Reigns à WrestleMania XL, Adam Pearce, le GM du show rouge et Nick Aldis, celui du show bleu, annoncent ensemble des matchs de qualification pour le Men's Elimination Chamber match au PLE, dont le vainqueur deviendra aspirant n°1 au World Heavyweight Championship sur la plus grande scène du monde. Ce soir-là, Drew McIntyre et Randy Orton se sont qualifiés en battant respectivement AJ Styles et Sami Zayn. Trois soirs plus tard à Raw, Bobby Lashley et LA Knight se sont aussi qualifiés en battant respectivement Bronson Reed et Ivar. Quatre soirs plus tard à SmackDown, Kevin Owens et Logan Paul deviennent les derniers qualifiés en battant respectivement "Dirty" Dominik Mysterio et The Miz.

## Tableau des matchs
| Ordre par numéros | Résultat | Stipulation(s) | Temps |
| --- | --- | --- | ----- |
| 1P | The Kabuki Warriors (Asuka et Kairi Sane) (c) battent The Way (Candice LeRae et Indi Hartwell)                                           | Tag Team match pour les WWE Women's Tag Team Championship                                                                       | 8:55  |
| 2 | Becky Lynch bat Bianca Belair, Liv Morgan, Tiffany Stratton, Naomi et Raquel Rodriguez                                                   | Women's Elimination Chamber match La gagnante deviendra aspirante no 1 pour le WWE Women's World Championship à WrestleMania XL | 32:15 |
| 3 | The Judgment Day (Damian Priest et Finn Bálor) (c) (avec "Dirty" Dominik Mysterio) battent New Catch Republic (Pete Dunne et Tyler Bate) | Tag Team match pour les Undisputed WWE Tag Team Championship                                                                    | 17:25 |
| 4 | Drew McIntyre bat Randy Orton, Bobby Lashley, LA Knight, Kevin Owens et Logan Paul                                                       | Men's Elimination Chamber match Le gagnant deviendra aspirant no 1 pour le World Heavyweight Championship à WrestleMania XL     | 36:45 |
| 5 | Rhea Ripley (c) bat Nia Jax | Match simple pour le WWE Women's World Championship                                                                             | 14:25 |
| La lettre C placée entre parenthèses désigne la personne ou l’équipe championne en titre. P – indique que le match a eu lieu lors du pré-show | | |       |

## Détails desElimination Chamber matchs

### Féminin
| Ordre d'élimination | Catcheuse        | Ordre d'entrée | Éliminée par     | Mouvement d'élimination | Temps |
| ------------------- | ---------------- | -------------- | ---------------- | ----------------------- | ----- |
| 1                   | Naomi            | 2              | Tiffany Stratton |                         | 13:30 |
| 2                   | Tiffany Stratton | 3              | Liv Morgan       |                         | 22:55 |
| 3                   | Raquel Rodriguez | 5              | Bianca Belair    |                         | 25:05 |
| 4                   | Bianca Belair    | 6              | Liv Morgan       |                         | 32:10 |
| 5                   | Liv Morgan       | 4              | Becky Lynch      |                         | 32:15 |
| Vainqueure          | Becky Lynch      | 1              | N/A              | N/A                     | 32:15 |

### Masculin
| Ordre d'élimination | Catcheur      | Ordre d'entrée | Éliminé par   | Mouvement d'élimination                                     | Temps |
| ------------------- | ------------- | -------------- | ------------- | ----------------------------------------------------------- | ----- |
| 1                   | Bobby Lashley | 4              | Drew McIntyre | Claymore Kick                                               | 21:30 |
| 2                   | LA Knight     | 1              | Drew McIntyre | Intervention de AJ Styles (qui ne participait pas au match) | 24:20 |
| 3                   | Kevin Owens   | 3              | Randy Orton   | RKO                                                         | 28:00 |
| 4                   | Logan Paul    | 6              | Randy Orton   | RKO                                                         | 32:35 |
| 5                   | Randy Orton   | 5              | Drew McIntyre | Coup de poing de Logan Paul                                 | 36:45 |
| Vainqueur           | Drew McIntyre | 2              | N/A           | N/A                                                         | 36:45 |